# 腺花旗杆
腺花旗杆（学名：Dontostemon dentatus var. glandulosus）为十字花科花旗杆属下的一个变种。

## 扩展阅读
- 維基物種上的相關：腺花旗杆